# Demiurg
Een demiurg (Oudgrieks: δημιουργός, dèmiourgós) is letterlijk een ambachtsman, een bouwer. In Plato's Timaeus vormt een demiurg vanuit ongeordende materie (of bewegende chaos) de wereld naar het beeld van de Ideeën. Hierbij is dus geen sprake van een schepping uit het niets. Plato introduceert een en ander als een waarschijnlijk verhaal (verklaring). De demiurg komt terug bij de neoplatonisten, omdat Plato's Timaeus bij hen in hoog aanzien stond. 

## De demiurg in de gnostiek
In de gnostiek is de demiurg ontstaan als gevolg van een breuk in het pleroma. Dat is de benaming voor de volheid, de structuur en verblijfplaats van de goddelijke wereld. Aan de top van het pleroma is in de meeste gnostische constructies sprake van een Vader, een Moeder en een Zoon. De Vader ziet zich weerspiegeld in het lichtwater dat hem omgeeft en realiseert zich dat hij zichzelf ziet. Die gedachte verzelfstandigt zich en dat creëert de Moeder, vaak aangeduid als de Eerste Gedachte of ook wel Barbelo. Zij ontvangt een lichtvonk van de vader en produceert een Licht, de Zoon.
In de constructies over het pleroma verschijnen dan eonen, die vaak paarsgewijs (man-vrouw) gegroepeerd zijn. Dat zijn vaak emanaties van de Moeder en de Zoon. Het zijn goddelijke krachten van een lagere orde. In vrijwel alle teksten hebben de eonen een vorm van een ruimtelijk aspect. Het kunnen entiteiten zijn, die de bewustzijnsniveaus beheersen die er tussen hemel en aarde zijn. Over het algemeen is er sprake van een hiërarchische structuur van eonen. 
In een aantal variaties wordt in de gnostische literatuur dan verhaald dat het laagste eon, Sophia, ook wel Pistis Sophia een onbezonnen daad begaat. In een aantal constructies wil zij uit zichzelf iets voortbrengen zonder de wetenschap van haar paargenoot en de Vader. Dat heeft een misgeboorte tot gevolg. Die wordt door Sophia buiten het pleroma gestoten. Dat wordt de demiurg, vaak Jaldabaoth genaamd. 
In de gnostiek wordt die vereenzelvigd met JHWH, de Hebreeuwse God van het Oude Testament. De demiurg is verantwoordelijk voor de schepping van de materiële wereld en de mens. Die schepping is in wezen een slechte nabootsing van de werkelijkheid van het pleroma. Vervolgens krijgt door een actie vanuit het pleroma, vaak maar niet altijd door Sophia, de mens een goddelijke vonk van de hoogste God ingeblazen. Die vonk zit echter gevangen in het lichamelijk omhulsel van de mens. Het is in die constructies ook altijd de bedoeling van de demiurg, dat die vonk daarin gevangen blijft. Deze mythologische constructies worden verhaald door een hervertelling en gnostische exegese van elementen uit het Bijbelboek Genesis.
In het orthodoxe christendom was het kwaad in de wereld een gevolg van de zondeval van de eerste mensen. In het gnostische christendom was de scheppergod, de demiurg, verantwoordelijk voor alle onheil. In de diverse gnostische stromingen kan de demiurg wel een wat andere hoedanigheid hebben. In het sethianisme was de demiurg een boosaardig wezen met slechte eigenschappen en kwade bedoelingen. In het valentinianisme is de demiurg niet een echt slecht of echt goed wezen. In de valentiniaanse constructies is de demiurg meer een dwaas, die nu eenmaal een rol heeft te spelen in het proces dat uiteindelijk moet leiden tot herstel van de breuk in het pleroma en de verlossing van de mensheid.

### De oorsprong van de demiurg in de gnostiek
Opvattingen op het vakgebied ten aanzien van de herkomst van de demiurg in de gnostiek gaan uit van een oorsprong vanuit het jodendom. Opvattingen die bij enkele dissidente joodse groeperingen aanwezig waren, zouden in een later stadium geradicaliseerd zijn tot het concept van de demiurg. 
Daarbij wordt verwezen naar Genesis 6:4 waar engelen gemeenschap hadden met de dochters van de mensen en kinderen bij hen kregen in de tijd dat er giganten op aarde leefden. Een aantal onderzoekers veronderstelt dat bij sommige joodse groepen dit zich ontwikkelde tot een meer radicale opvatting, waarbij de engelen verantwoordelijk werden voor de schepping. 
Gilles Quispel was van opvatting, dat de oorsprong gezocht moest worden bij joodse sektes, die in het bestaan van twee goden geloofden. In hun religieuze opvatting had God een vertegenwoordiger met de naam Jaoel. Hij zat op een troon naast die van God en werd daarom ook Metatron genoemd. Hij was de Engel des Heren uit de Hebreeuwse bijbel. De Maghariërs waren een van die sektes. De sekte dateert uit de tweede en eerste eeuw v. Chr. Zij hadden de opvatting dat de antropormorfische voorstellingen van de Hebreeuwse God, zoals God steeg op tot in de wolken, Hij schreef de Torah met Zijn hand, Hij zit op Zijn troon  geen betrekking hadden op God zelf, maar op deze engel, die dan ook verantwoordelijk was voor de schepping. In een Samaritaanse bron, de Malef, wordt gesteld dat de engel verantwoordelijk was voor het creëren van het lichaam van Adam, maar dat God hem leven inblies.
Jarl E. Fossum, een leerling van Quispel,  ondersteunt die opvatting. Hij benoemt meerdere Samaritaanse bronnen hiervoor. Fossum stelt dat in deze bronnen de  opvatting overheerst dat op die wijze kon worden voorkomen dat God in contact kwam met de materiële wereld en verantwoordelijk werd voor het kwaad in die wereld.